# Getafe Club de Fútbol 2024-2025
Questa voce raccoglie le informazioni riguardanti il Getafe Club de Fútbol nelle competizioni ufficiali della stagione 2024-2025.

## Maglie e sponsor
| Casa | Trasferta | Terza maglia |

## Rosa
Aggiornata al 15 febbraio 2025  

 In corsivo i calciatori ceduti durante la stagione 
| N. |                      | Ruolo | Calciatore        |
| -- | -------------------- | ----- | ----------------- |
| 1  | Rep. Ceca (bandiera) | P     | Jiří Letáček      |
| 2  | Togo (bandiera)      | D     | Djené             |
| 3  | Argentina (bandiera) | D     | Fabrizio Angileri |
| 4  | Spagna (bandiera)    | D     | Juan Berrocal     |
| 5  | Spagna (bandiera)    | C     | Luis Milla        |
| 6  | Nigeria (bandiera)   | C     | Christantus Uche  |
| 7  | Spagna (bandiera)    | A     | Álex Sola         |
| 8  | Uruguay (bandiera)   | C     | Mauro Arambarri   |
| 9  | Spagna (bandiera)    | A     | Borja Mayoral     |
| 10 | Turchia (bandiera)   | A     | Bertuğ Yıldırım   |
| 11 | Spagna (bandiera)    | C     | Carles Aleñá      |
| 11 | Spagna (bandiera)    | C     | Ramón Terrats     |
| 12 | Camerun (bandiera)   | D     | Allan Nyom        |
| 13 | Spagna (bandiera)    | P     | David Soria       |
| 14 | Spagna (bandiera)    | D     | Juan Bernat       |
| 15 | Paraguay (bandiera)  | D     | Omar Alderete     |

| N. |                            | Ruolo | Calciatore       |
| -- | -------------------------- | ----- | ---------------- |
| 16 | Spagna (bandiera)          | D     | Diego Rico       |
| 17 | Spagna (bandiera)          | A     | Carles Pérez     |
| 18 | Uruguay (bandiera)         | A     | Álvaro Rodríguez |
| 19 | Rep. Dominicana (bandiera) | A     | Peter González   |
| 20 | Serbia (bandiera)          | C     | Yellu Santiago   |
| 21 | Spagna (bandiera)          | D     | Juan Iglesias    |
| 22 | Portogallo (bandiera)      | D     | Domingos Duarte  |
| 24 | Spagna (bandiera)          | A     | Juanmi           |
| 26 | Spagna (bandiera)          | C     | Alberto Risco    |
| 27 | Marocco (bandiera)         | D     | Nabil Aberdin    |
| 28 | Spagna (bandiera)          | D     | Ismael Bekhoucha |
| 29 | Spagna (bandiera)          | A     | Coba da Costa    |
| 30 | Spagna (bandiera)          | A     | Gorka Rivera     |
| 31 | Irlanda (bandiera)         | D     | John Patrick     |
| 34 | Spagna (bandiera)          | D     | David Argüelles  |
| 36 | Spagna (bandiera)          | A     | Abdoulaye Keita  |

## Calciomercato

### Sessione estiva
| Acquisti         | Acquisti         | Acquisti         | Acquisti         |
| R.               | Nome             | da               | Modalità         |
| Altre operazioni | Altre operazioni | Altre operazioni | Altre operazioni |
| R.               | Nome             | da               | Modalità         |
| ---------------- | ---------------- | ---------------- | ---------------- |

| Cessioni         | Cessioni         | Cessioni         | Cessioni         |
| R.               | Nome             | da               | Modalità         |
| Altre operazioni | Altre operazioni | Altre operazioni | Altre operazioni |
| R.               | Nome             | da               | Modalità         |
| ---------------- | ---------------- | ---------------- | ---------------- |

### Sessione invernale
| Acquisti         | Acquisti         | Acquisti         | Acquisti         |
| R.               | Nome             | da               | Modalità         |
| Altre operazioni | Altre operazioni | Altre operazioni | Altre operazioni |
| R.               | Nome             | da               | Modalità         |
| ---------------- | ---------------- | ---------------- | ---------------- |

| Cessioni         | Cessioni         | Cessioni         | Cessioni         |
| R.               | Nome             | da               | Modalità         |
| Altre operazioni | Altre operazioni | Altre operazioni | Altre operazioni |
| R.               | Nome             | da               | Modalità         |
| ---------------- | ---------------- | ---------------- | ---------------- |

## Risultati

### Primera División

#### Girone di andata
| Arbitro: | Muñiz Ruiz |

|            |           |          |
| Sancet 27’ | Marcatori | 64’ Uche |

| Getafe 24 agosto 2024, ore 21:30 CEST 2ª giornata | Getafe         | 0 – 0 referto | Rayo Vallecano | Coliseum Alfonso Pérez\| Arbitro: \| Alberola Rojas \| |
| Arbitro:                                          | Alberola Rojas |               |                |                                                        |

| Arbitro: | Pulido Santana |

|                          |           |                 |
| Lo Celso 61’ (rig.), 74’ | Marcatori | 90+3’ Arambarri |

| Getafe 1º settembre 2024, ore 19:15 CEST 4ª giornata | Getafe          | 0 – 0 referto | Real Sociedad | Coliseum Alfonso Pérez (10 929 spett.)\| Arbitro: \| Munuera Montero \| |
| Arbitro:                                             | Munuera Montero |               |               |                                                                         |

| Arbitro: | Busquets Ferrer |

|                 |           |  |
| Jesús Navas 23’ | Marcatori |  |

| Arbitro: | Cordero Vega |

|                   |           |           |
| Borja Mayoral 83’ | Marcatori | 76’ Sáenz |

| Arbitro: | González Fuertes |

|                 |           |  |
| Lewandowski 19’ | Marcatori |  |

| Arbitro: | De Mera Escuderos |

|                                |           |  |
| Arambarri 42’ Milla 58’ (rig.) | Marcatori |  |

| Arbitro: | Sánchez Martínez |

|              |           |             |
| Yıldırım 21’ | Marcatori | 60’ Budimir |

| Arbitro: | García Verdura |

|              |           |                      |
| Comesaña 44’ | Marcatori | 87’ (rig.) Arambarri |

| Arbitro: | Cuadra Fernández |

|                      |           |                 |
| Arambarri 90’ (rig.) | Marcatori | 36’ Barrenechea |

| Arbitro: | Gil Manzano |

|             |           |  |
| Douvikas 7’ | Marcatori |  |

| Arbitro: | Munuera Montero |

|  |           |                |
|  | Marcatori | 42’ Y. Herrera |

| Arbitro: | González Fuertes |

|                           |           |  |
| Á. Rodríguez 70’ Nyom 73’ | Marcatori |  |

| Arbitro: | Hernández Hernández |

|                                  |           |  |
| Bellingham 30’ (rig.) Mbappé 38’ | Marcatori |  |

| Arbitro: | Busquets Ferrer |

|                 |           |  |
| Á. Rodríguez 8’ | Marcatori |  |

| Arbitro: | Soto Grado |

|             |           |  |
| Sørloth 69’ | Marcatori |  |

| Arbitro: | Martínez Munuera |

|  |           |                  |
|  | Marcatori | 55’ (rig.) Larin |

| Arbitro: | Alberola Rojas |

|             |           |                                   |
| Januzaj 88’ | Marcatori | 70’ C. Da Costa 86’ Borja Mayoral |

#### Girone di ritorno
| Arbitro: | González Fuertes |

|               |           |           |
| Arambarri 34’ | Marcatori | 9’ Koundé |

| Arbitro: | Cuadra Fernández |

|  |           |                            |
|  | Marcatori | 72’ Uche 74’, 85’ C. Pérez |

| Getafe 1º febbraio 2025, ore 14:00 CET 22ª giornata | Getafe               | 0 – 0 referto | Siviglia | Coliseum Alfonso Pérez (11 730 spett.)\| Arbitro: \| De Burgos Bengoetxea \| |
| Arbitro:                                            | De Burgos Bengoetxea |               |          |                                                                              |

| Arbitro: | De Mera Escuderos |

|  |           |                      |
|  | Marcatori | 44’ (rig.) Arambarri |

| Arbitro: | Quintero González |

|                |           |                           |
| Y. Herrera 54’ | Marcatori | 3’ Uche 62’ Borja Mayoral |

| Arbitro: | Alberola Rojas |

|                   |           |                      |
| Borja Mayoral 82’ | Marcatori | 18’, 77’ (rig.) Isco |

| Arbitro: | Muñiz Ruiz |

|                    |           |  |
| Diego García 90+2’ | Marcatori |  |

| Arbitro: | Cuadra Fernández |

|                      |           |                    |
| Arambarri 88’, 90+2’ | Marcatori | 75’ (rig.) Sørloth |

| Arbitro: | Hernández Hernández |

|                    |           |                  |
| Budimir 45’ (rig.) | Marcatori | 55’, 71’ Terrats |

| Arbitro: | De Mera Escuderos |

|              |           |                           |
| C. Pérez 29’ | Marcatori | 15’ A. Pérez 33’ T. Barry |

| Arbitro: | Quintero González |

|  |           |                                             |
|  | Marcatori | 1’ Arambarri 19’, 38’ Terrats 80’ D. Duarte |

| Arbitro: | Alberola Rojas |

|              |           |                                   |
| Alderete 19’ | Marcatori | 53’, 74’ Fábio Silva 61’ McBurnie |

| Arbitro: | De Burgos Bengoetxea |

|              |           |  |
| Kumbulla 39’ | Marcatori |  |

| Arbitro: | Sánchez Martínez |

|  |           |           |
|  | Marcatori | 21’ Güler |

| Arbitro: | García Verdura |

|            |           |  |
| Lejeune 7’ | Marcatori |  |

| Arbitro: | Cordero Vega |

|                                               |           |  |
| Pepelu 8’ (rig.) D. López 18’ Duro 37’ (rig.) | Marcatori |  |

| Arbitro: | Cuadra Fernández |

|  |           |                         |
|  | Marcatori | 76’ Guruzeta 89’ Vivian |

| Arbitro: | Hernández Hernández |

|             |           |                        |
| Larin 90+3’ | Marcatori | 56’ Arambarri 65’ Uche |

| Arbitro: | Martínez Munuera |

|                   |           |                                   |
| Borja Mayoral 11’ | Marcatori | 25’ Borja Iglesias 80’ Iago Aspas |

### Coppa di Spagna
| Arbitro: | Soto Grado |

|  |           |                                   |
|  | Marcatori | 32’, 45’ Yıldırım 42’ P. González |

| Arbitro: | Munuera Montero |

|                           |                      |                            |
| Isnaldo Basterrechea Goyo | Tiri di rigore 0 – 3 | Milla Santiago J. Iglesias |

| Arbitro: | Sánchez Martínez |

|  |           |                   |
|  | Marcatori | 93’ Borja Mayoral |

| Arbitro: | Quintero González |

|  |           |                 |
|  | Marcatori | 2’ Á. Rodríguez |

| Arbitro: | Cuadra Fernández |

|                                                    |           |  |
| Simeone 8’, 17’ S. Lino 42’ Correa 78’ Sørloth 86’ | Marcatori |  |

## Statistiche finali

### Statistiche di squadra
| Competizione | Punti | In casa | In casa | In casa | In casa | In casa | In casa | In trasferta | In trasferta | In trasferta | In trasferta | In trasferta | In trasferta | Totale | Totale | Totale | Totale | Totale | Totale | DR |
| Competizione | Punti | G       | V       | N       | P       | Gf      | Gs      | G            | V            | N            | P            | Gf           | Gs           | G      | V      | N      | P      | Gf     | Gs     | DR |
| ------------ | ----- | ------- | ------- | ------- | ------- | ------- | ------- | ------------ | ------------ | ------------ | ------------ | ------------ | ------------ | ------ | ------ | ------ | ------ | ------ | ------ | -- |
| Liga         | 42    | 19      | 4       | 7       | 8       | 15      | 19      | 19           | 7            | 2            | 10           | 19           | 20           | 38     | 11     | 9      | 18     | 34     | 39     | -5 |
| Coppa del Re | -     | -       | -       | -       | -       | -       | -       | 5            | 3            | 1            | 1            | 5            | 5            | 5      | 3      | 1      | 1      | 5      | 5      | 0  |
| Totale       | -     | 19      | 4       | 7       | 8       | 15      | 19      | 24           | 10           | 3            | 11           | 24           | 25           | 43     | 14     | 10     | 19     | 39     | 44     | -5 |

### Andamento in campionato
| Giornata  | 1  | 2  | 3  | 4  | 5  | 6  | 7  | 8  | 9  | 10 | 11 | 12 | 13 | 14 | 15 | 16 | 17 | 18 | 19 | 20 | 21 | 22 | 23 | 24 | 25 | 26 | 27 | 28 | 29 | 30 | 31 | 32 | 33 | 34 | 35 | 36 | 37 | 38 |
| --------- | -- | -- | -- | -- | -- | -- | -- | -- | -- | -- | -- | -- | -- | -- | -- | -- | -- | -- | -- | -- | -- | -- | -- | -- | -- | -- | -- | -- | -- | -- | -- | -- | -- | -- | -- | -- | -- | -- |
| Luogo     | T  | C  | T  | C  | T  | C  | T  | C  | C  | T  | C  | T  | C  | C  | T  | C  | T  | C  | T  | C  | T  | C  | T  | T  | C  | T  | C  | T  | C  | T  | C  | T  | C  | T  | T  | C  | T  | C  |
| Risultato | N  | N  | P  | N  | P  | N  | P  | V  | N  | N  | N  | P  | P  | V  | P  | V  | P  | P  | V  | N  | V  | N  | V  | V  | P  | P  | V  | V  | P  | V  | P  | P  | P  | P  | P  | P  | V  | P  |
| Posizione | 13 | 12 | 17 | 17 | 18 | 18 | 19 | 15 | 16 | 16 | 15 | 16 | 18 | 15 | 18 | 15 | 16 | 17 | 15 | 16 | 14 | 14 | 14 | 13 | 14 | 14 | 12 | 10 | 11 | 11 | 11 | 12 | 12 | 13 | 13 | 15 | 13 |    |

Legenda:

Luogo: C = Casa; T = Trasferta. Risultato: V = Vittoria; N = Pareggio; P = Sconfitta.

### Statistiche dei giocatori
Sono in corsivo i calciatori che hanno lasciato la società a stagione in corso 
| Giocatore | Liga     | Liga | Liga        | Liga       | Coppa del Re | Coppa del Re | Coppa del Re | Coppa del Re | Totale   | Totale | Totale      | Totale     |
| Giocatore | Presenze | Reti | Ammonizioni | Espulsioni | Presenze     | Reti         | Ammonizioni  | Espulsioni   | Presenze | Reti   | Ammonizioni | Espulsioni |
| --------- | -------- | ---- | ----------- | ---------- | ------------ | ------------ | ------------ | ------------ | -------- | ------ | ----------- | ---------- |